# Centenariosuchus
Centenariosuchus ("cocodrilo del centenario") es un género extinto de crocodiliano aligatórido perteneciente a la subfamilia de los caimaninos que vivió entre principios y mediados del Mioceno en la zona del Canal de Panamá, en Panamá. Abarca solo una especie, Centenariosuchus gilmorei. El nombre del género se da en honor del centenario de la excavación del canal de Panamá. Dos especímenes fósiles de fragmentos craneales fueron hallados en sedimentos de principios o mediados del Mioceno en la Formación Cucaracha en 2009 y 2011, y pueden pertenecerle a un único individual. La especie es diagnosticada por una combinación de rasgos craneales que comparte con caimanes basales como Tsoabichi, Eocaiman, Culebrasuchus y el género actual Paleosuchus, así como con caimanes más avanzados tales como los del género Caiman. Una característica que distingue a Centenariosuchus de todos los demás caimanes es el margen externo recto de un agujero en el lado inferior del cráneo, denominado fenestra suborbital. De acuerdo con un análisis filogenético de las relaciones evolutivas de los caimaninos, Centenariosuchus se incluye en un clado o agrupamiento evolutivo de caimanes que abarca a formas muy grandes y especializadas como Purussaurus y Mourasuchus, que vivieron durante el Mioceno en Suramérica.